# Objazda (Opole)
Pour les articles homonymes, voir Objazda.
Objazda est une localité polonaise de la gmina et du powiat de Namysłów en voïvodie d'Opole.